# Trzeci rząd Mária Soaresa
Trzeci rząd Mária Soaresa (port. IX Governo Constitucional de Portugal – IX rząd konstytucyjny Portugalii) – rząd Portugalii funkcjonujący od 9 czerwca 1983 do 6 listopada 1985.
Gabinet został utworzony po wyborach parlamentarnych w 1983, wygranych przez Partię Socjalistyczną (PS). Ugrupowanie to zawarło koalicję z Partią Socjaldemokratyczną (PSD). W 1985 Aníbal Cavaco Silva, nowy lider socjaldemokratów, doprowadził do zerwania koalicji. W tym samym roku doszło do kolejnych wyborów, po których powstał rząd kierowany przez lidera PSD.

## Skład rządu
- Premier: Mário Soares (PS)
- Wicepremier, minister obrony narodowej: Carlos Mota Pinto (PSD, do 1985), Rui Machete (PSD, w 1985)
- Minister stanu: António de Almeida Santos (PS)
- Minister administracji i spraw wewnętrznych: Eduardo Pereira (PS)
- Minister spraw zagranicznych: Jaime Gama (PS)
- Minister sprawiedliwości: Rui Machete (PSD, do 1985), Mário Raposo (PSD, w 1985)
- Minister finansów: Ernâni Lopes (bezp.)
- Minister edukacji: José Augusto Seabra (PSD, do 1985), João de Deus Pinheiro (PSD, w 1985)
- Minister pracy i ochrony socjalnej: Amândio de Azevedo (PSD)
- Minister zdrowia: António Maldonado Gonelha (PS)
- Minister rolnictwa, leśnictwa i żywności: Manuel Soares Costa (PSD, do 1984)
- Minister rolnictwa: Álvaro Barreto (PSD, od 1984)
- Minister przemysłu i energii: José Veiga Simão (PS)
- Minister handlu i turystyki: Álvaro Barreto (PSD, do 1984), Joaquim Ferreira do Amaral (PSD, od 1984)
- Minister kultury: António Coimbra Martins (PS)
- Minister zabezpieczenia społecznego: João Rosado Correia (PS, do 1985), Carlos Melancia (PS, w 1985)
- Minister ds. morskich: Carlos Melancia (PS, do 1985), José de Almeida Serra (PS, w 1985)
- Minister ds. jakości życia: António Capucho (PSD, do 1984), Francisco Sousa Tavares (PSD, od 1984)